# Paratype univitta
Paratype univitta là một loài bướm đêm thuộc phân họ Arctiinae, họ Erebidae.